# Alois von Widmanstätten

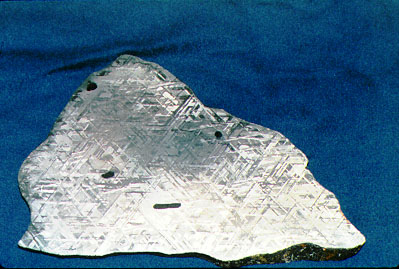
Wyraźne figury Widmanstättena po trawieniu meteorytu żelaznego roztworem kwasu azotowego

Hrabia Alois von Widmanstätten, Alois Beck, Edler von Widmanstätten (ur. 13 lipca 1753 w Grazu, zm. 10 czerwca 1849) – austriacki drukarz i naukowiec.

## Życiorys
Jego najważniejszym odkryciem było opisanie w 1808 roku figur Widmanstättena w meteorytach żelaznych. Nie opublikował tego zdarzenia, jednak informował o nim ustnie. W rzeczywistości jednak pierwszym odkrywcą tych struktur był William Thomson, który w 1804 roku opisał trawienie płytek meteorytów rozcieńczonym kwasem azotowym co powodowało ujawnienie wyraźnej struktury wewnętrznej. Jednak opis ten ukazał się już po śmierci Thomsona, a zauważony został dopiero w 1936 roku. Z tego też względu struktury te są dziś nazywane strukturami Widmanstättena.
Planetoida (21564) Widmanstätten została nazwana jego nazwiskiem.